# Nihonmatsu
Nihonmatsu (em japonês: 二本松市, transl. Nihonmatsu-shi) é uma cidade japonesa localizada na província de Fukushima.
Em 2003 a cidade tinha uma população estimada em 35 820 habitantes e uma densidade populacional de 276,15 h/km². Tem uma área total de 129,71 km².
Recebeu o estatuto de cidade a 1 de Outubro de 1958.

## Cidades-irmãs
- Komagane, Japão
- Hanover, EUA
- Jingshan, China